# Propsilocerus lacustris
Propsilocerus lacustris är en tvåvingeart som beskrevs av Jean-Jacques Kieffer 1923. Propsilocerus lacustris ingår i släktet Propsilocerus och familjen fjädermyggor. Inga underarter finns listade i Catalogue of Life.